# Рождественская ярмарка

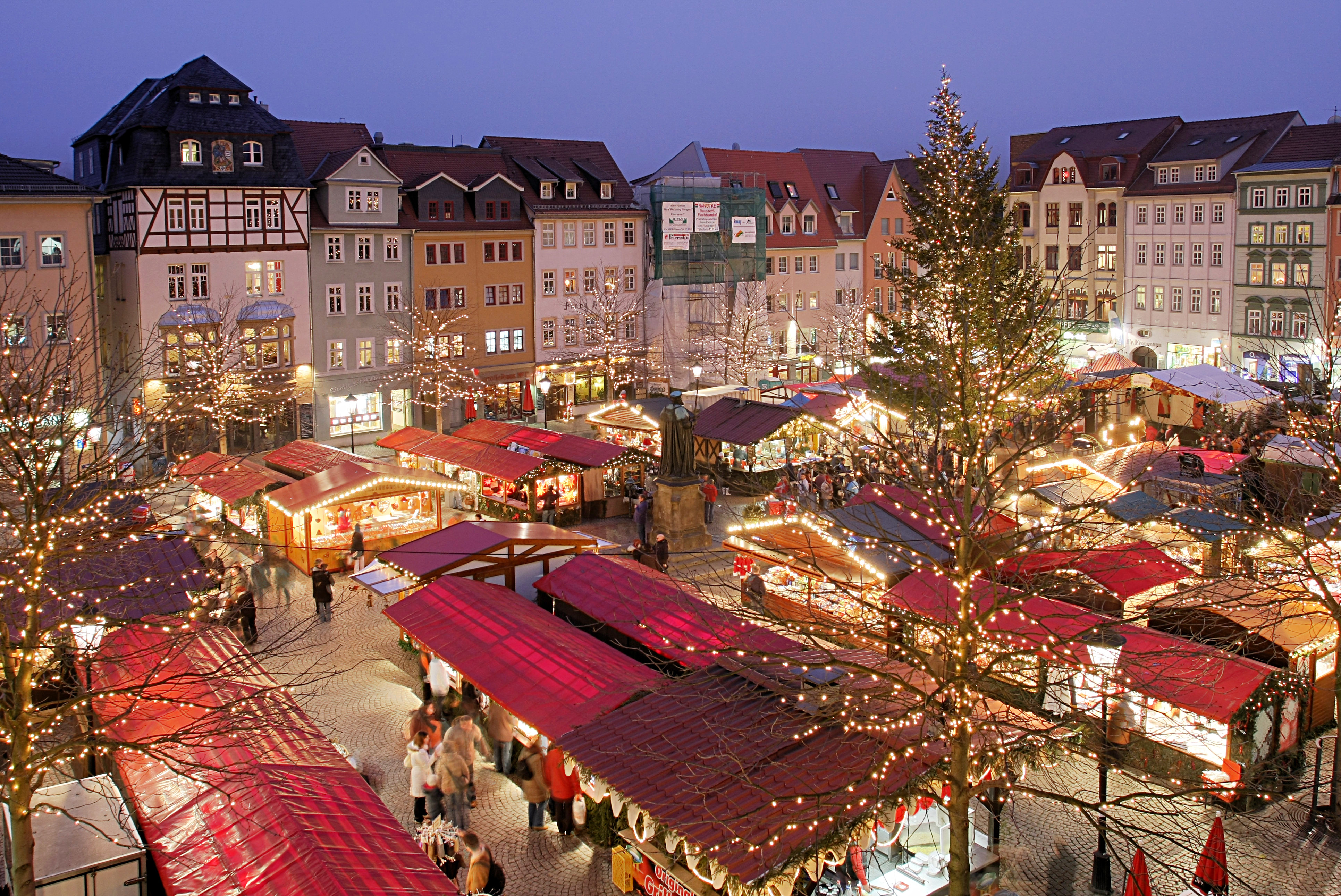
Рождественский базар в Йене. 2007

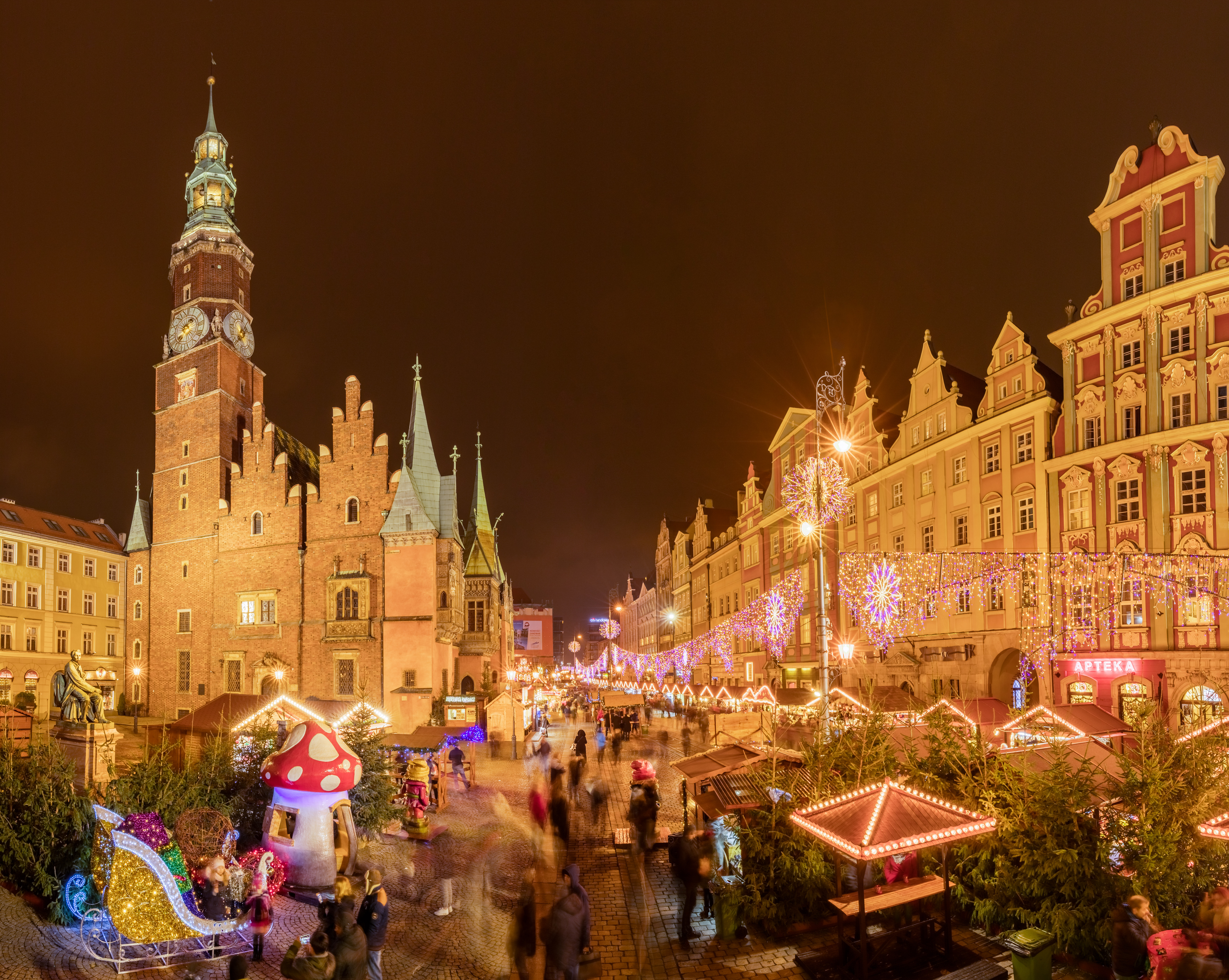
Рождественский базар во Вроцлаве. 2017

Рождественская ярмарка (Рождественский рынок или базар) — неотъемлемый атрибут предрождественского периода в городах Германии, Польши, Австрии, Чехии, Словакии, Венгрии и других европейских государств. Изначально рождественские ярмарки устраивались с наступлением холодов для того, чтобы горожане могли закупить необходимые товары на зиму. Со временем зимние ярмарки стали обязательным рождественским обычаем и распространились в других странах. Рождественские рынки работают до Рождества, а в саму рождественскую ночь они нередко закрыты.
Рождественский базар обычно представляет собой многочисленные торговые ряды, устанавливаемые на улицах и площадях в центре города. Здесь продаётся традиционная рождественская выпечка, пряники, блинчики, штоллен, различные сладости, фигурки из шоколада, сливовые человечки, сахарная вата, жареные миндаль и каштаны, а также горячие закуски. От холода посетители рождественских базаров спасаются глинтвейном и пуншем. На рождественском базаре обязательно открыты киоски, предлагающие традиционные рождественские товары: ёлочные украшения, изделия местных художественных промыслов, как, например, рождественские вертепы, традиционные рождественские арочные канделябры, рождественские пирамиды и рождественские дымящие человечки.
Большинство рождественских базаров готовят свою художественную или культурную программу. Детей встречает и одаривает маленькими подарками Санта-Клаус со своими помощниками. Иногда на рождественских базарах устанавливаются рождественские вертепы, в том числе и живые — с настоящими овцами, ослами и козами, а также рождественские календари. Особое рождественское настроение придаёт базару рождественское дерево и праздничная иллюминация.
Самые знаменитые рождественские базары проводятся в Дортмунде, Эрфурте, Нюрнберге, Дрездене, Штутгарте и Аугсбурге, привлекая множество туристов. Самый старый и знаменитый рождественский базар Германии — Штрицельмаркт в Дрездене, впервые упомянутый в 1434 году. За пределами Германии широко известен страсбургский рождественский базар — Кришткиндельсмерик, существующий с 1570 года. Самые красивые рождественские базары в Европе, по мнению немецкого издания Die Welt, являются рождественская деревня в Брайтоне, рождественская ярмарка во Вроцлаве, рождественский базар в Пуэрто-Портальс на Мальорке, Кришткиндельсмерик в Страсбурге и рождественский базар в Больцано.